# 出雲大社
35°24′07″N 132°41′08″E / 35.40194°N 132.68556°E
出雲大社是位於日本島根縣出雲市大社町的神社，佔地27,000平方公尺，社內祭拜「大國主大神」，為神道信仰的代表場所之一。

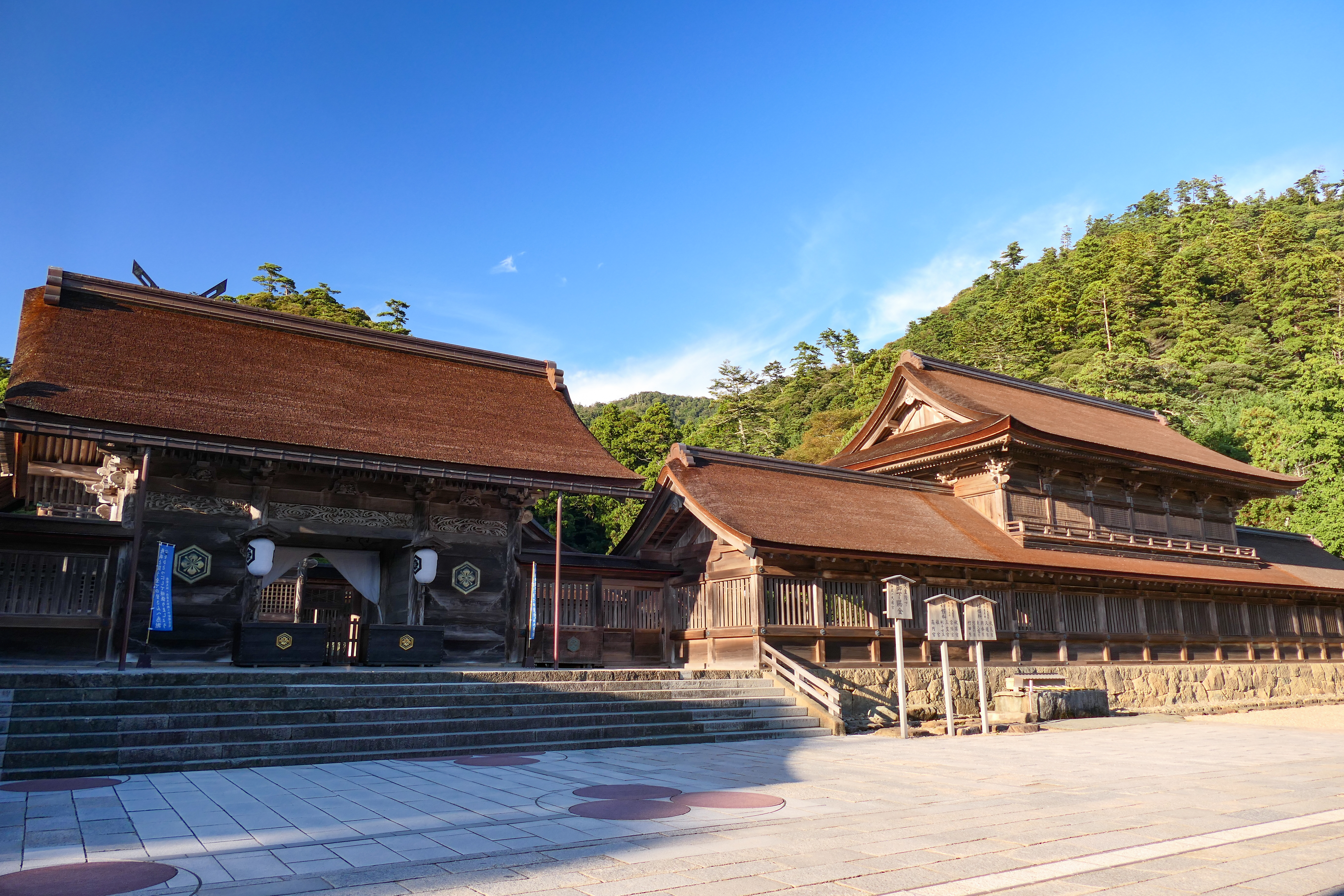
八足門與觀祭樓

## 概要
根據《日本書紀》記載，出雲大社是建立在大國主神讓渡國家後所獲得的土地上，是年代久遠、地位崇高的古神社。由於具有神話色彩，這邊擁有許多專屬的習俗，日本人將農曆十月稱為「神無月」，因為人們相信這個月全國諸神都奉大國主神之命，集結到出雲大社，故只有出雲是「神在月」，並在農曆10月11日～17日這七天盛大舉行「神在祭」（又稱「御忌祭」）。當地人在這段時間必須過著齋戒、樸素的生活。據說神明聚會這說法的由來，是中世之後的御師為了鼓勵人們前往出雲大社參拜，而在全國流傳之故。出雲大社主殿兩側的建築內，設有19個小神社，據傳便是用來接待由外地趕來的眾神。此外，出雲大社的參拜方式也傳承古法，遵循「二禮、四拍手、一禮」的程序，比一般神社多了兩次拍掌，成為出雲大社的獨特象徵之一。
佔地27,000平方公尺的出雲大社，擁有規模宏大的古殿社建築、日本第一的大鳥居牌坊，瀰漫靜謐莊嚴的氣氛，參拜者絡繹不絕。這裡素以「結良緣」聞名，據說站在神樂殿重達5噸的巨型注連繩底下，拿著硬幣往上丟，能成功不掉下來便會帶來好運，但神社方已駁斥此謠言，指出此行為會加速注連繩的損壞且對神明非常失禮。這裡是供奉結緣之神大國主命。

## 文化財

### 建築物
國寶
- 「出雲大社本殿（附 内殿、棟札）」 - 1900年（明治33年）4月7日指定為重要文化財（當時的國寶），1952年（昭和27年）3月29日指定為國寶。

重要文化財
- 「出雲大社」 - 2004年（平成16年）7月6日被指定成重要文化財「出雲大社」，包含下述21座社殿建築物、一座鳥居等一同包括。
  - 樓門
  - 神饌所（2棟）
  - 玉垣
  - 攝社大神大后（おおかみおおきさき）神社本殿
  - 攝社神魂御子（かみむすびみこ）神社本殿
  - 攝社神魂伊能知比賣（かみむすびいのちひめ）神社本殿
  - 攝社門神社本殿（2棟）
  - 八足門（やつあしもん）：蛙股之瑞獸及流雅絢麗的「流水文」雕刻，乃由知名雕刻家左甚五郎所做。
  - 觀祭樓及廻廊
  - 西廻廊
  - 瑞垣
  - 攝社素鵞（そが）社本殿
  - 攝社氏社本殿（2棟）
  - 末社釜社本殿
  - 末社十九社本殿（2棟）
  - 寶庫
  - 會所
  - 銅鳥居

### 美術工藝品
- 國寶「秋野鹿蒔繪手箱」
- 重要文化財「赤糸威肩白鎧兜大袖付」
- 重要文化財「太刀銘光忠（附糸巻太刀拵）」
- 重要文化財「紙本墨書後醍醐天皇王道再興綸旨（元弘3年3月14日 ）」
- 重要文化財「紙本墨書後醍醐天皇宸翰寶劍代綸旨（3月17日）」
- 重要文化財「紙本墨書宝治二年遷宮儀式注進狀（建長元年6月）」
- 重要文化財「硬玉勾玉」
- 重要文化財「銅戈」

### 無形文化財
- 選擇無形民俗文化財「出雲之火鑽習俗」

## 祭事
- 元旦：大饌祭
  - 3日：福迎祭
  - 5日：説教始祭
  - 農曆元旦：福神祭
- 2月17日：祈穀祭
- 4月1日：教祖祭
- 5月14日：例祭勅使参向，神職人員必須著正服參與祭典
- 5月15日：例祭二之祭
- 5月16日：例祭三之祭
- 6月1日：涼殿祭
- 8月6-9日：出雲大社教大祭
  - 14日神幸祭
  - 5日爪剝祭
- 農曆10月10日：神迎祭
  - 11日～：神在祭
- 11月23日：獻穀祭、古傳新嘗祭
- 12月15日：謝恩祭、勸農祭

## 寫真集

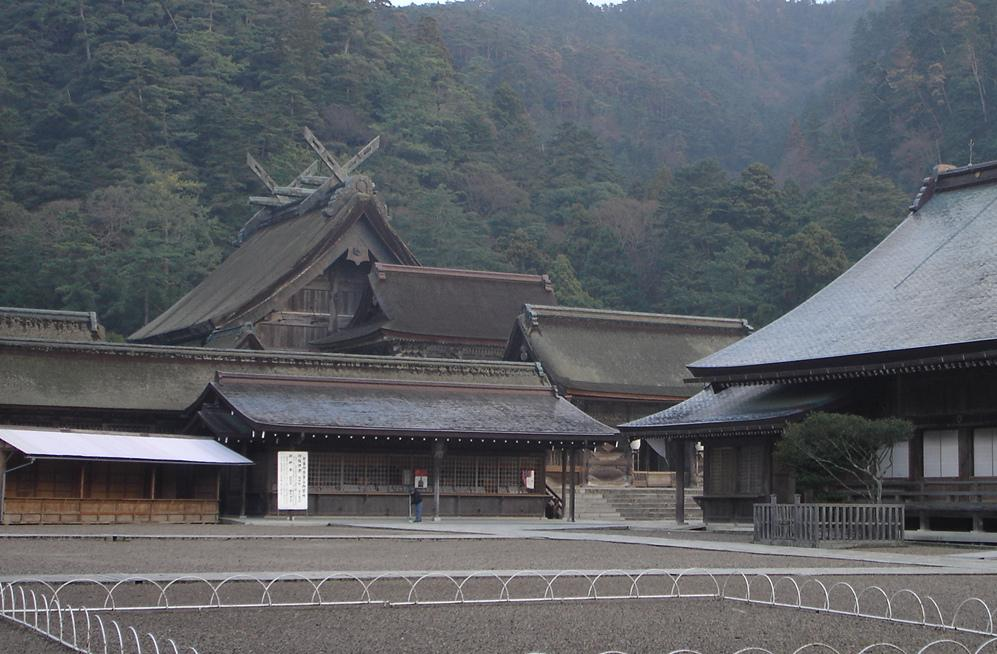
本殿
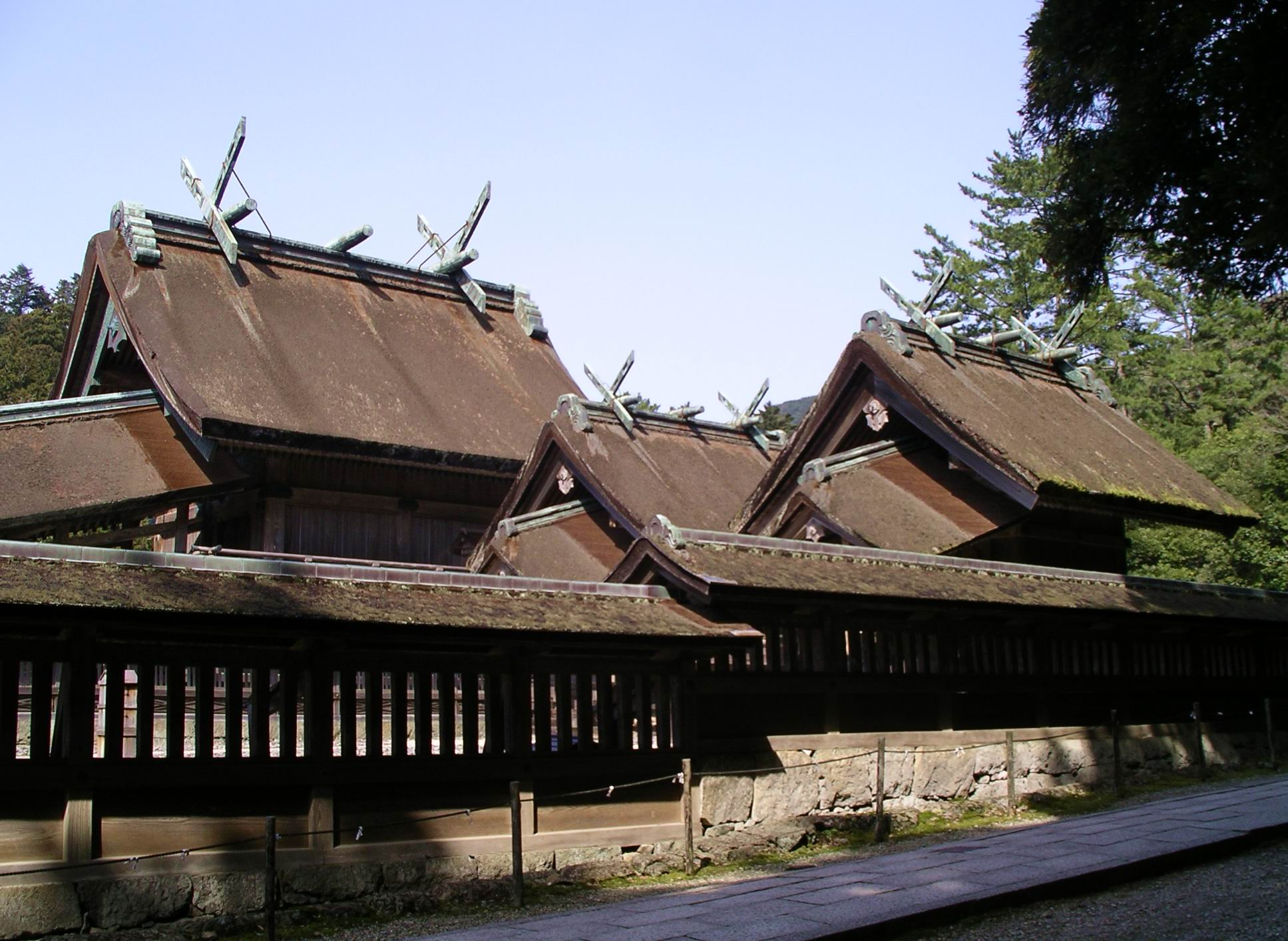
從東端垣望向天前社、御向社、本殿
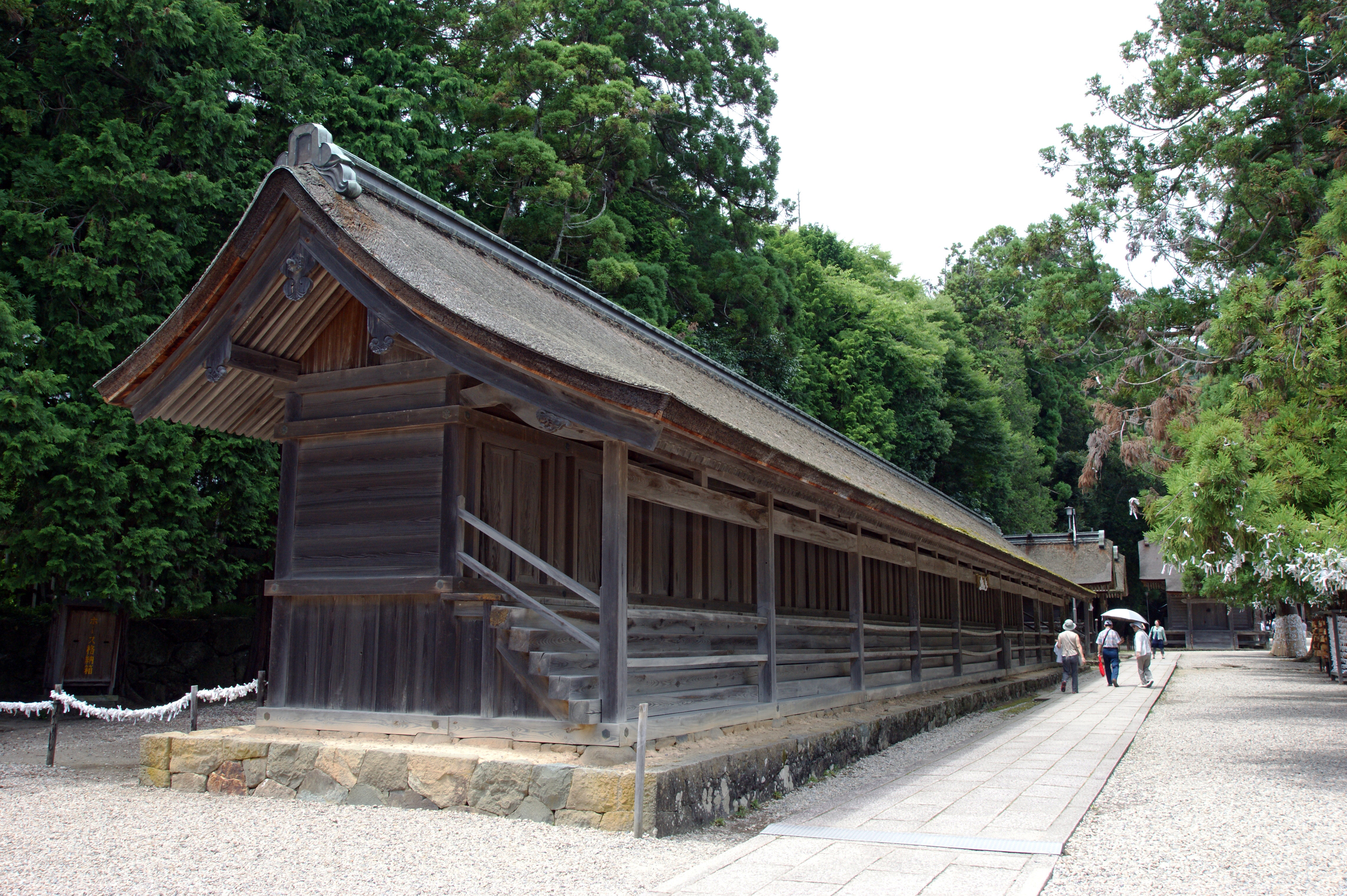
西十九社
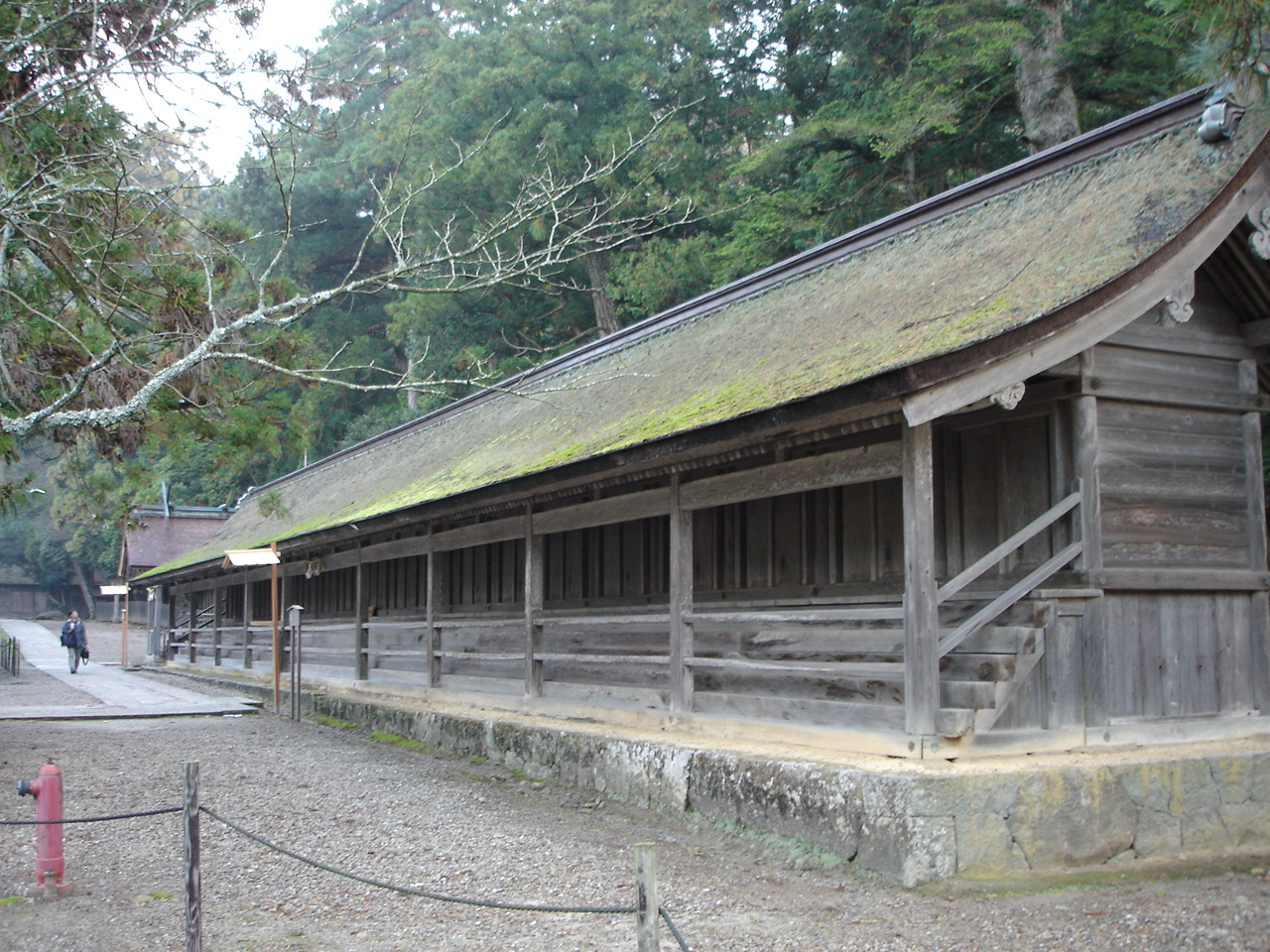
東十九社
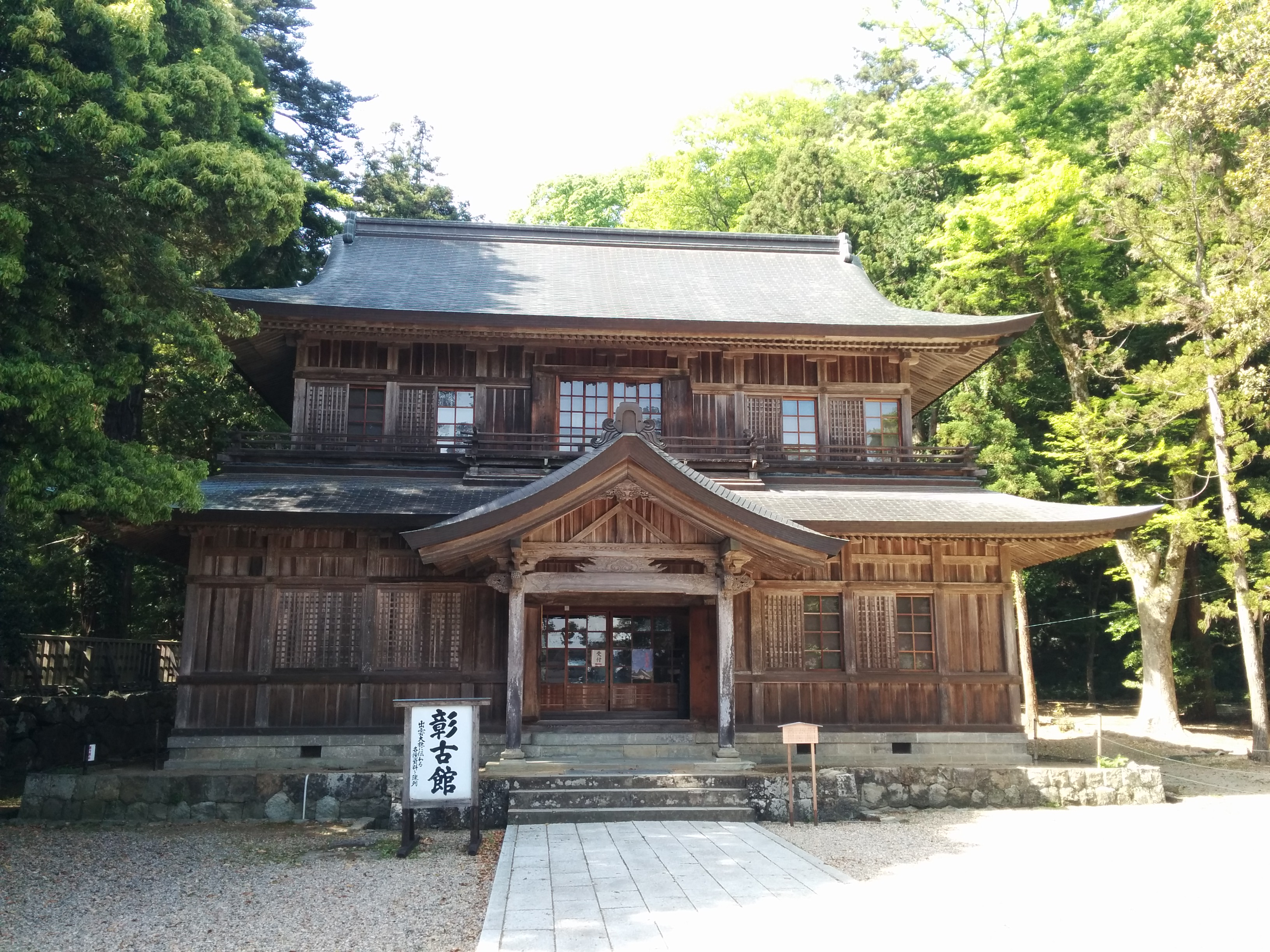
彰古館
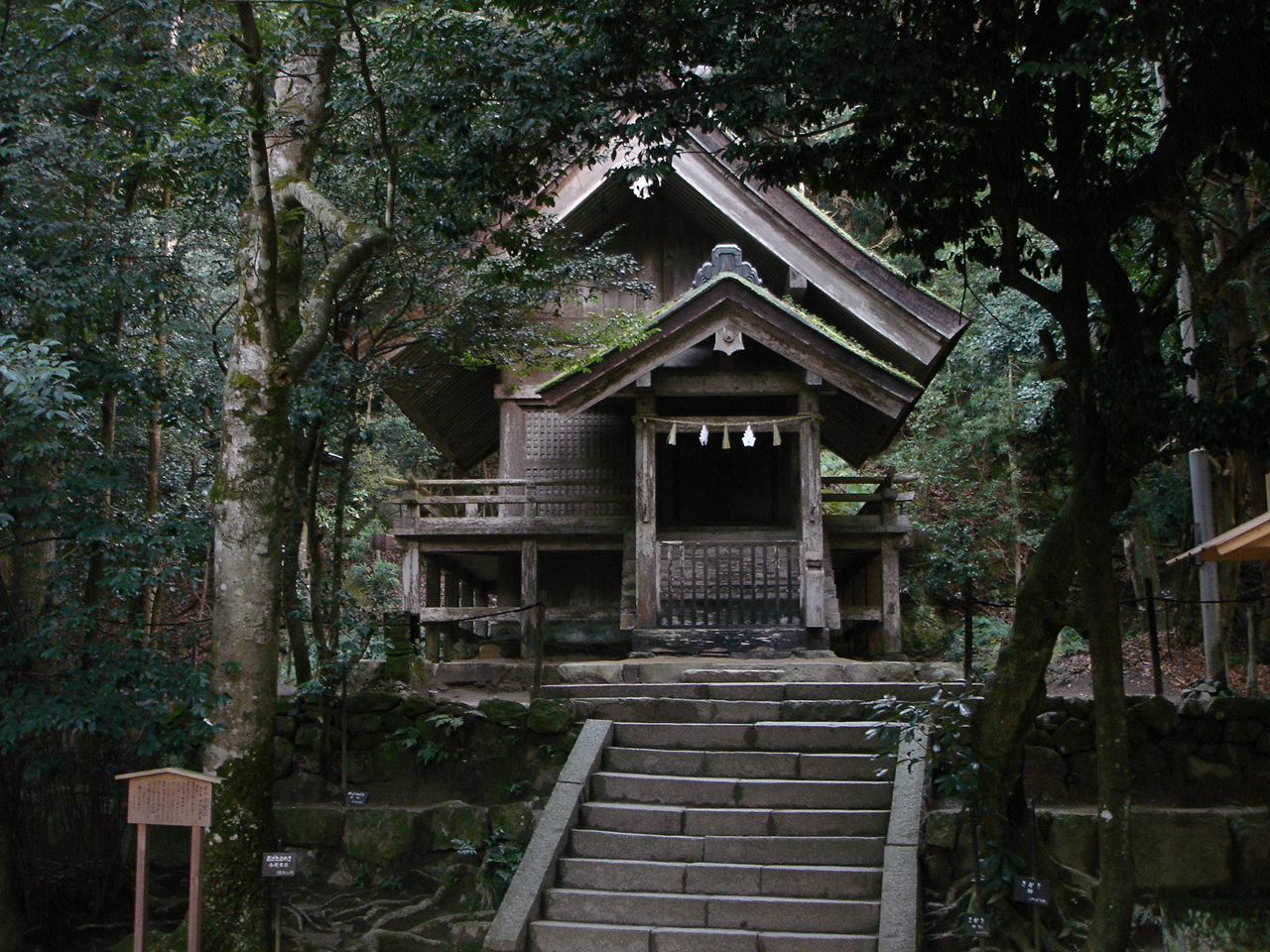
素鵞社
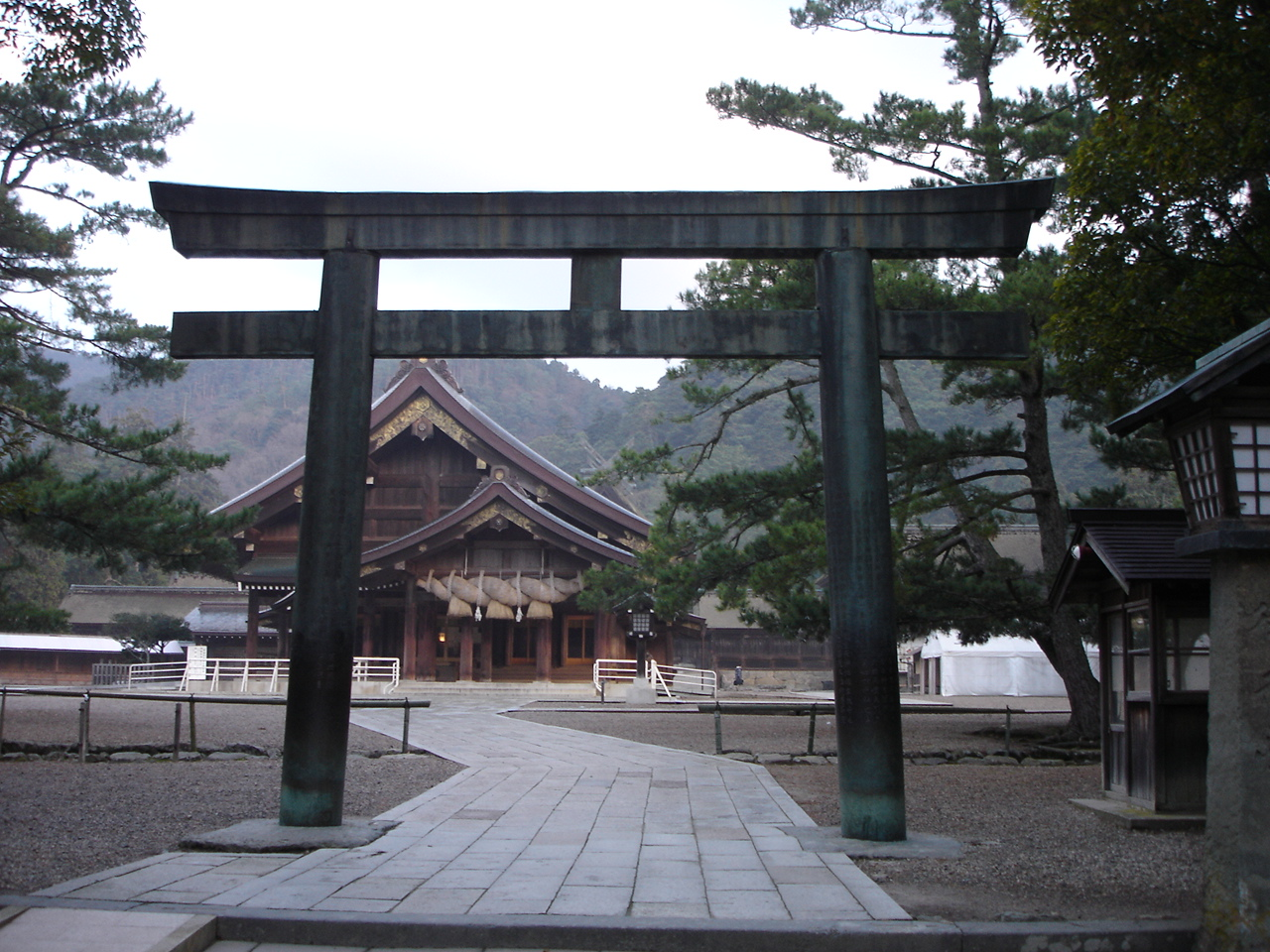
銅鳥居
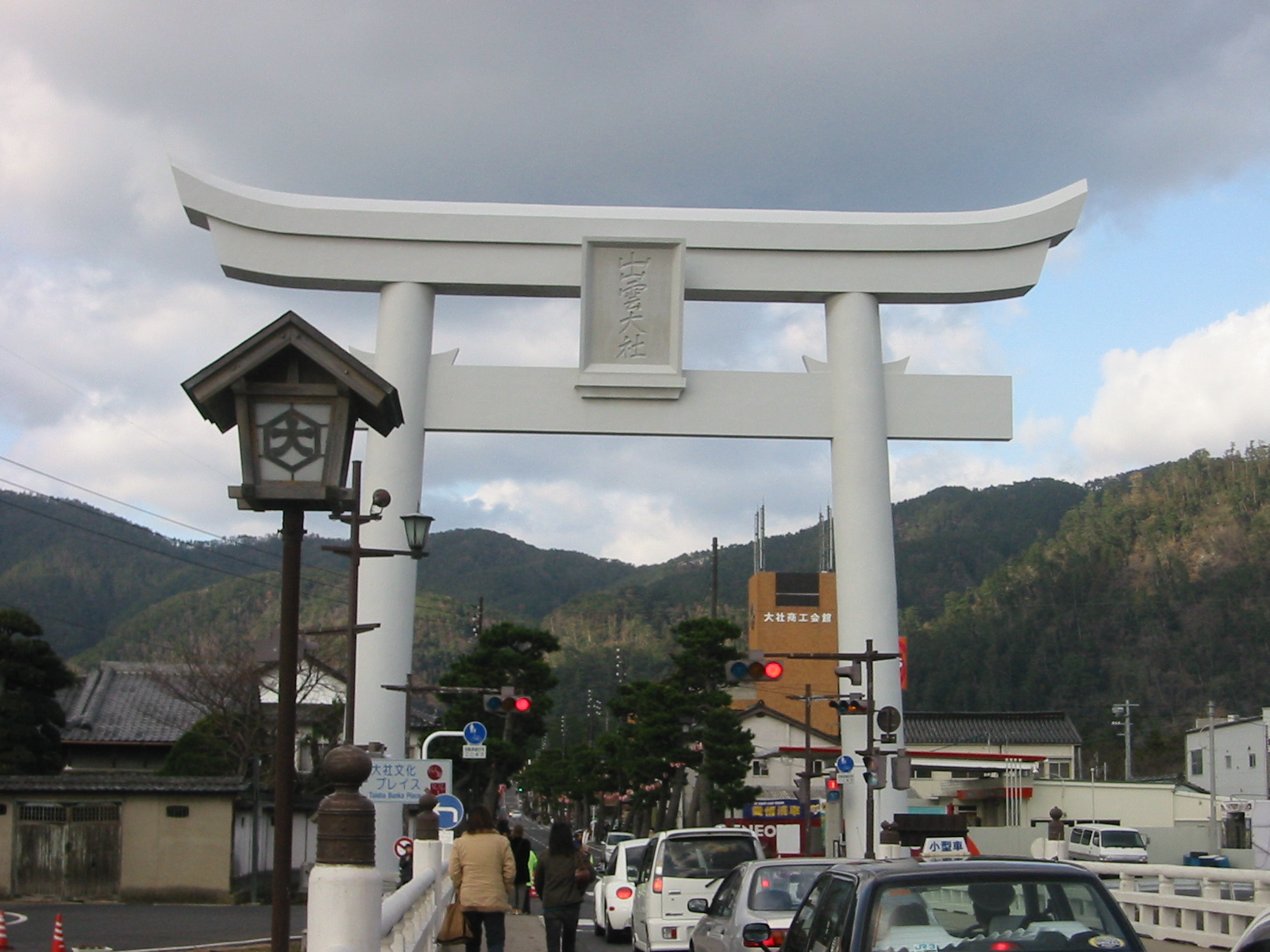
大鳥居
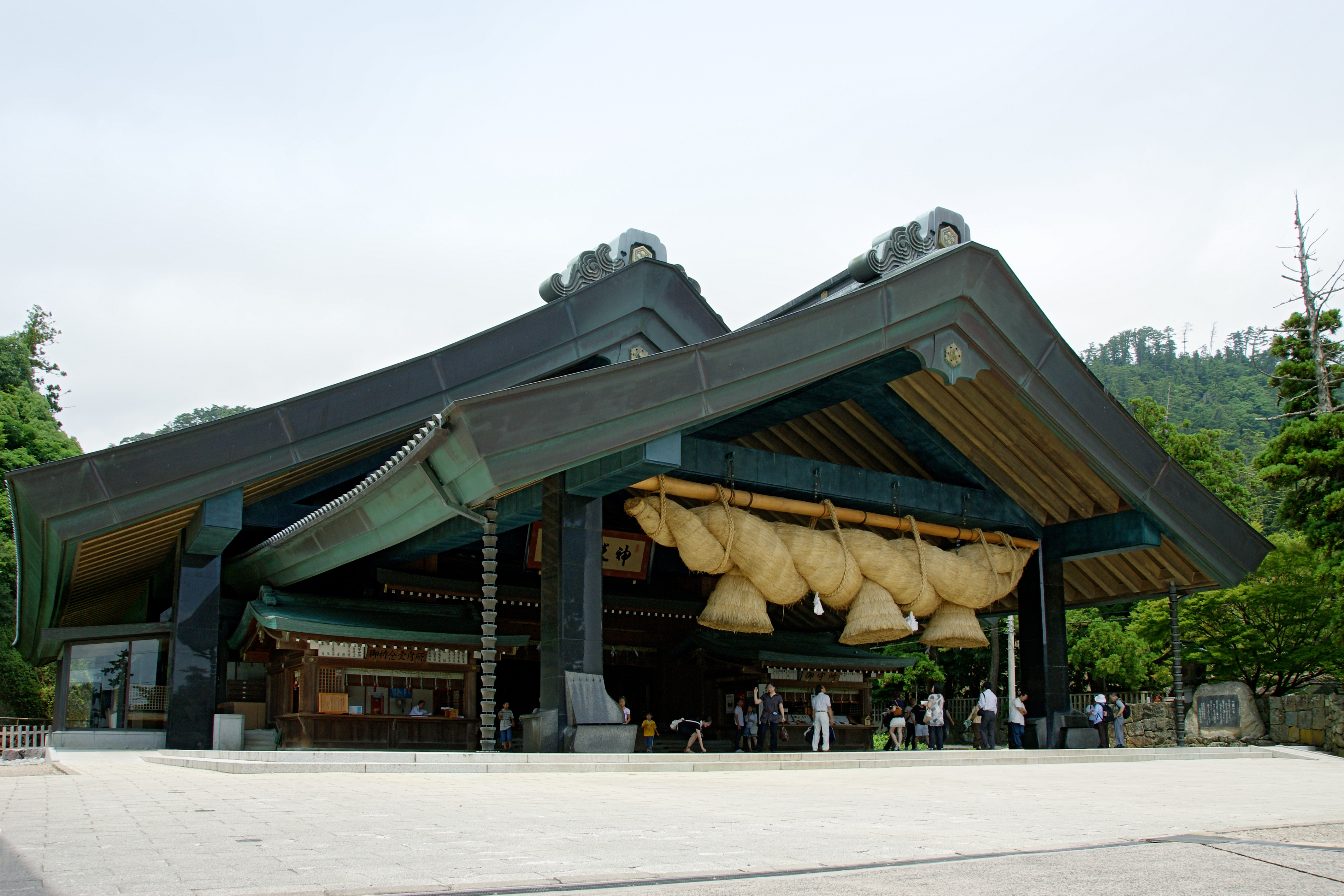
神樂殿
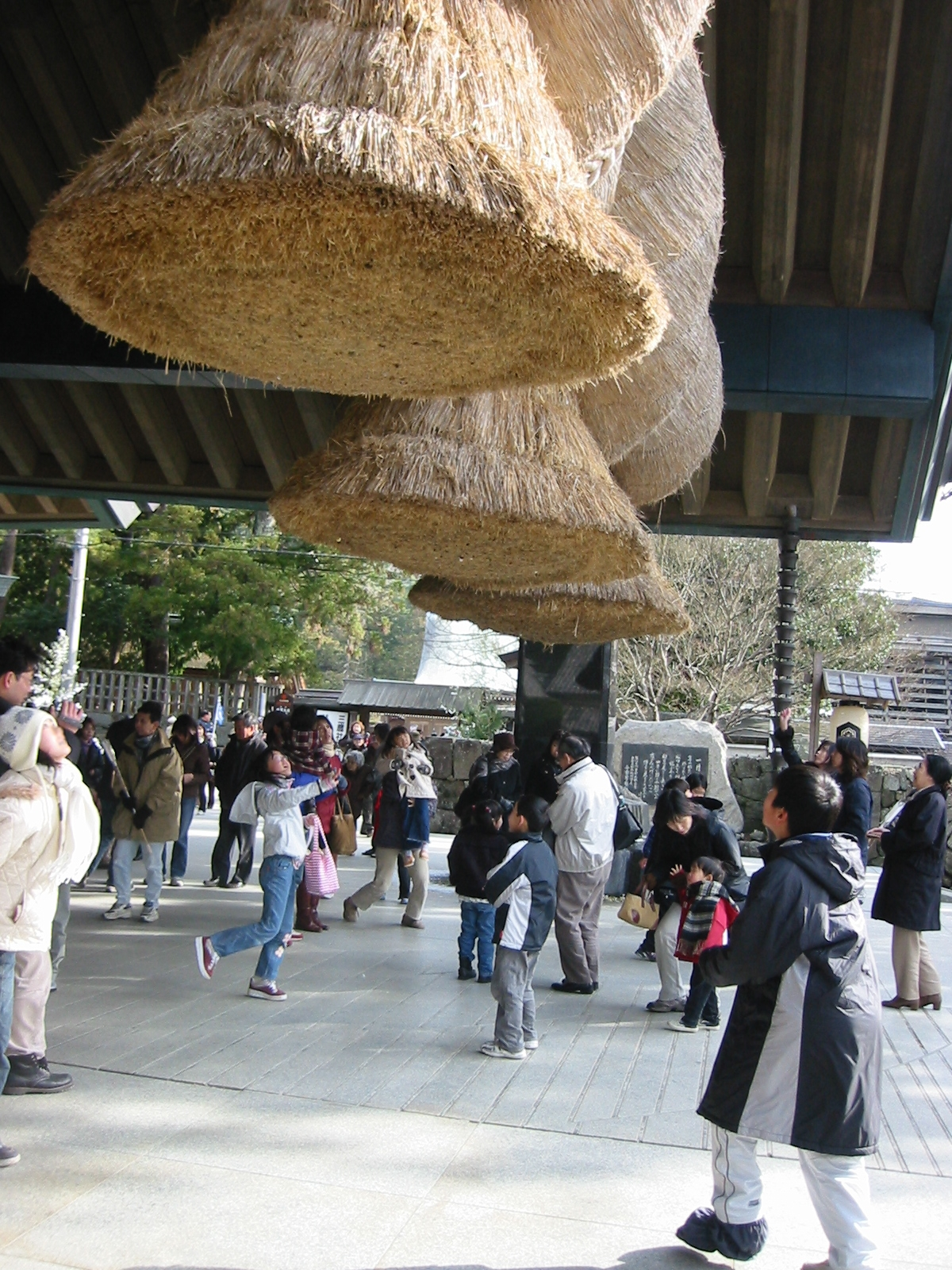
俗信により注連縄に向かって賽銭を投げる人々
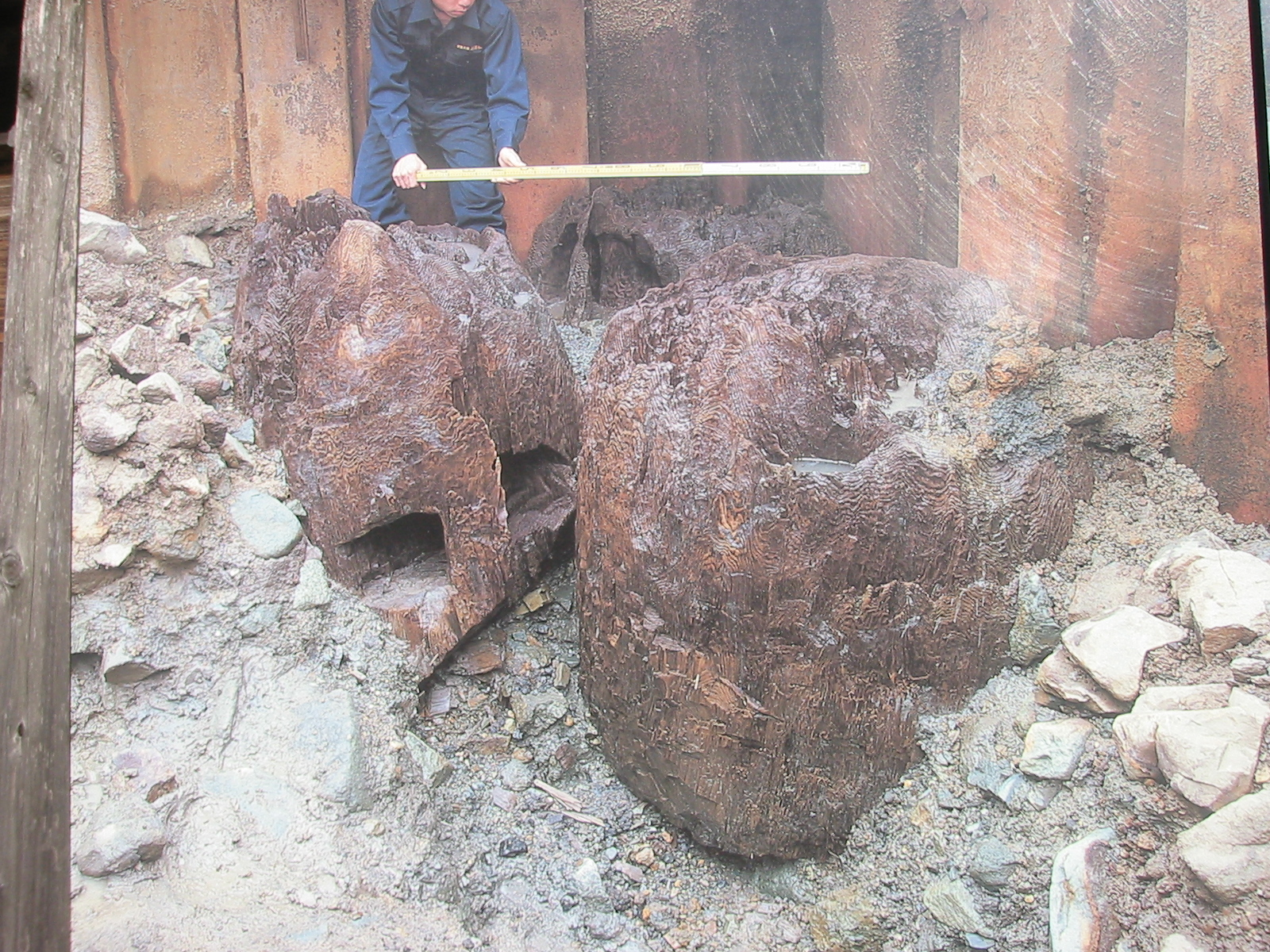
發掘時的岩根御柱約3.6米
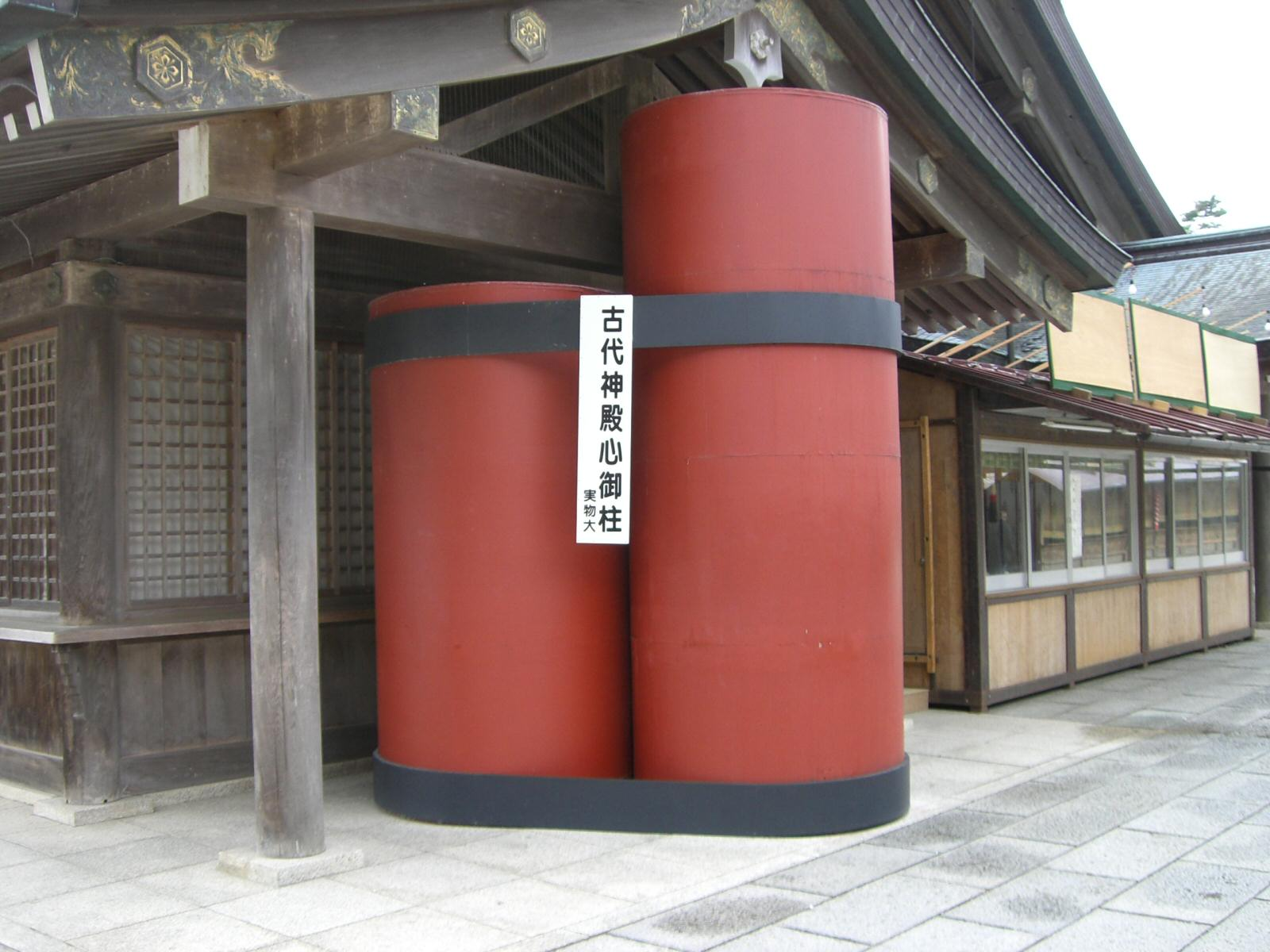
心御柱之再現
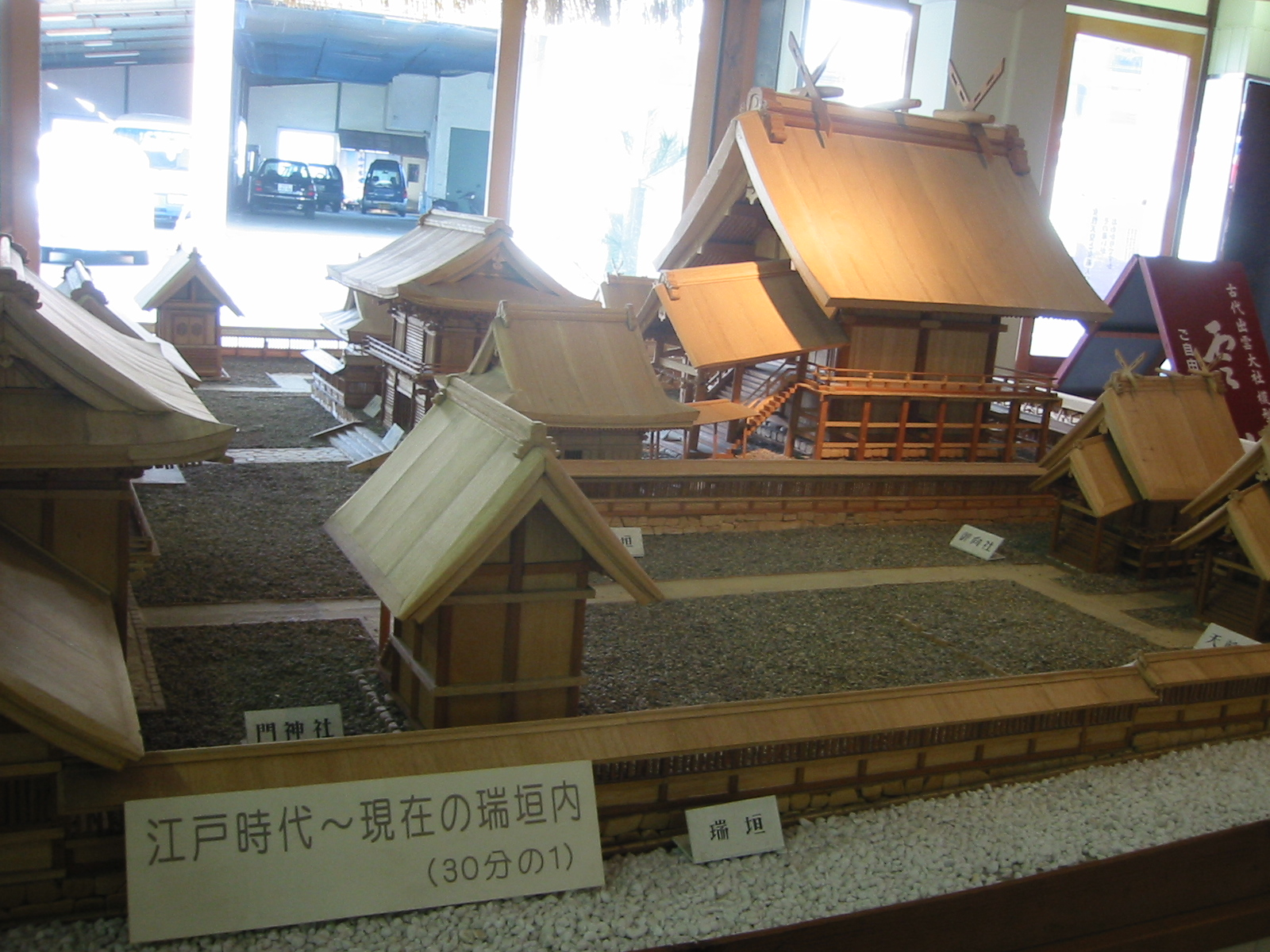
現本殿模型
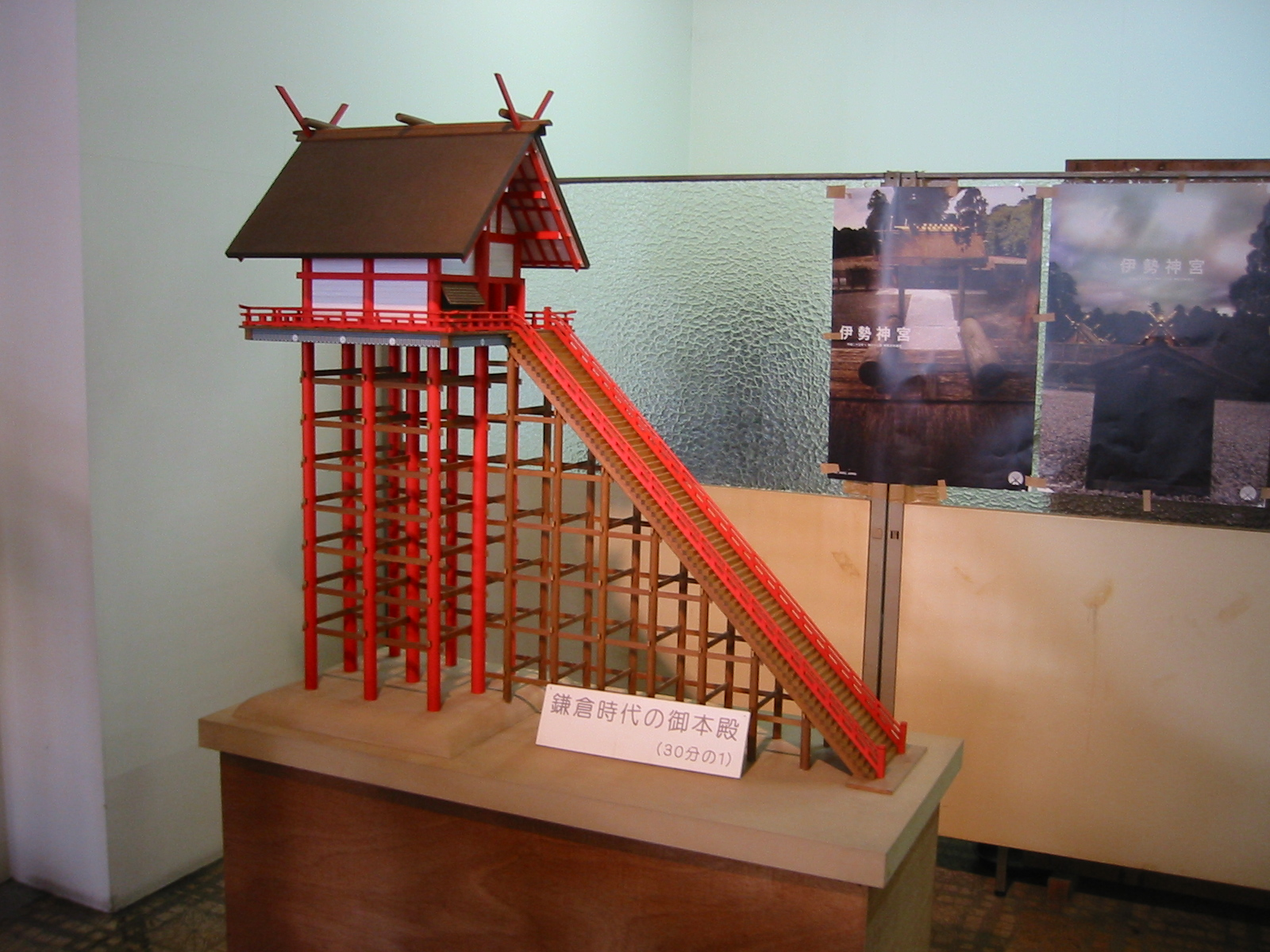
鎌倉時代的復原模型
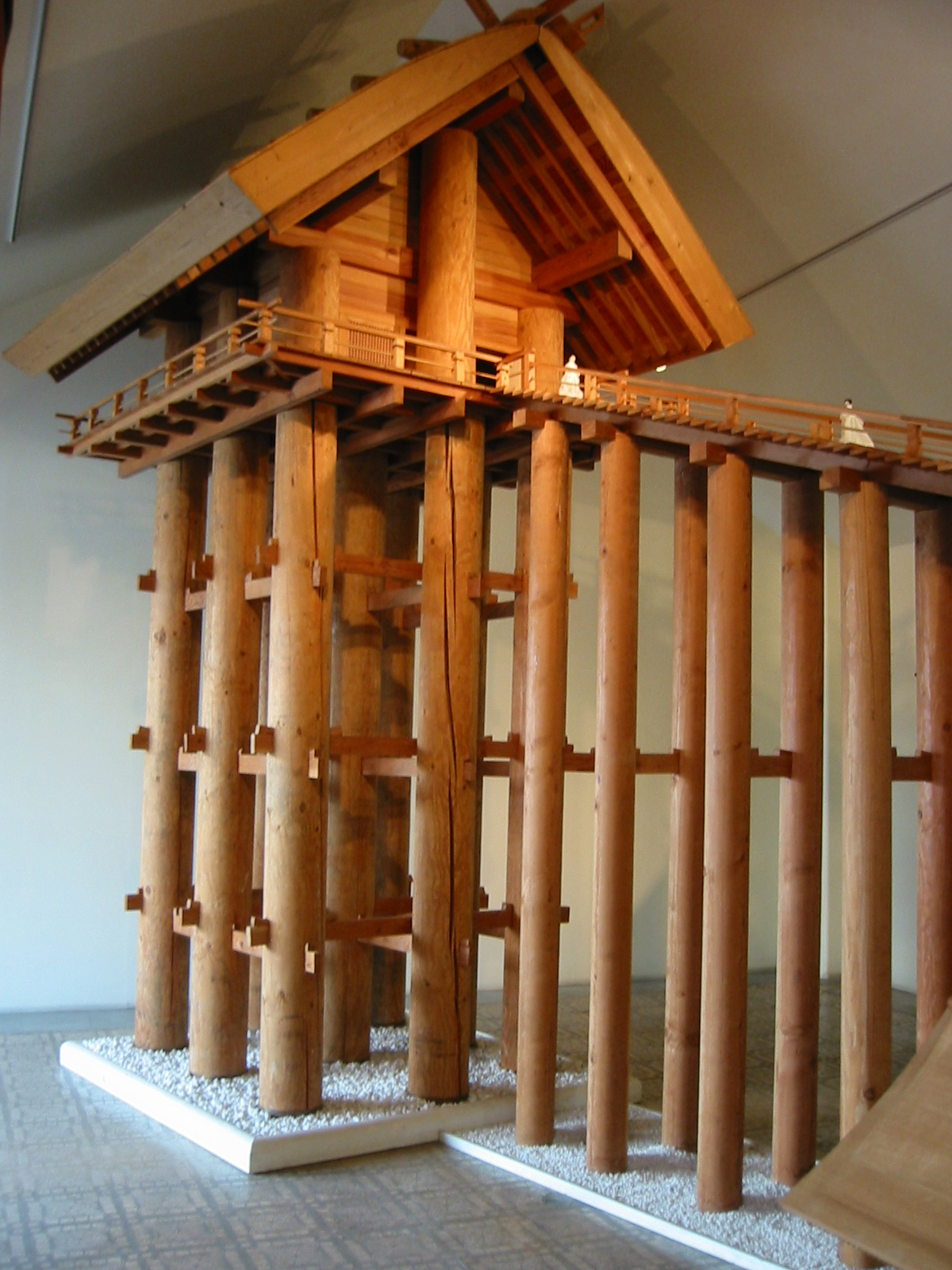
太古的復原模型
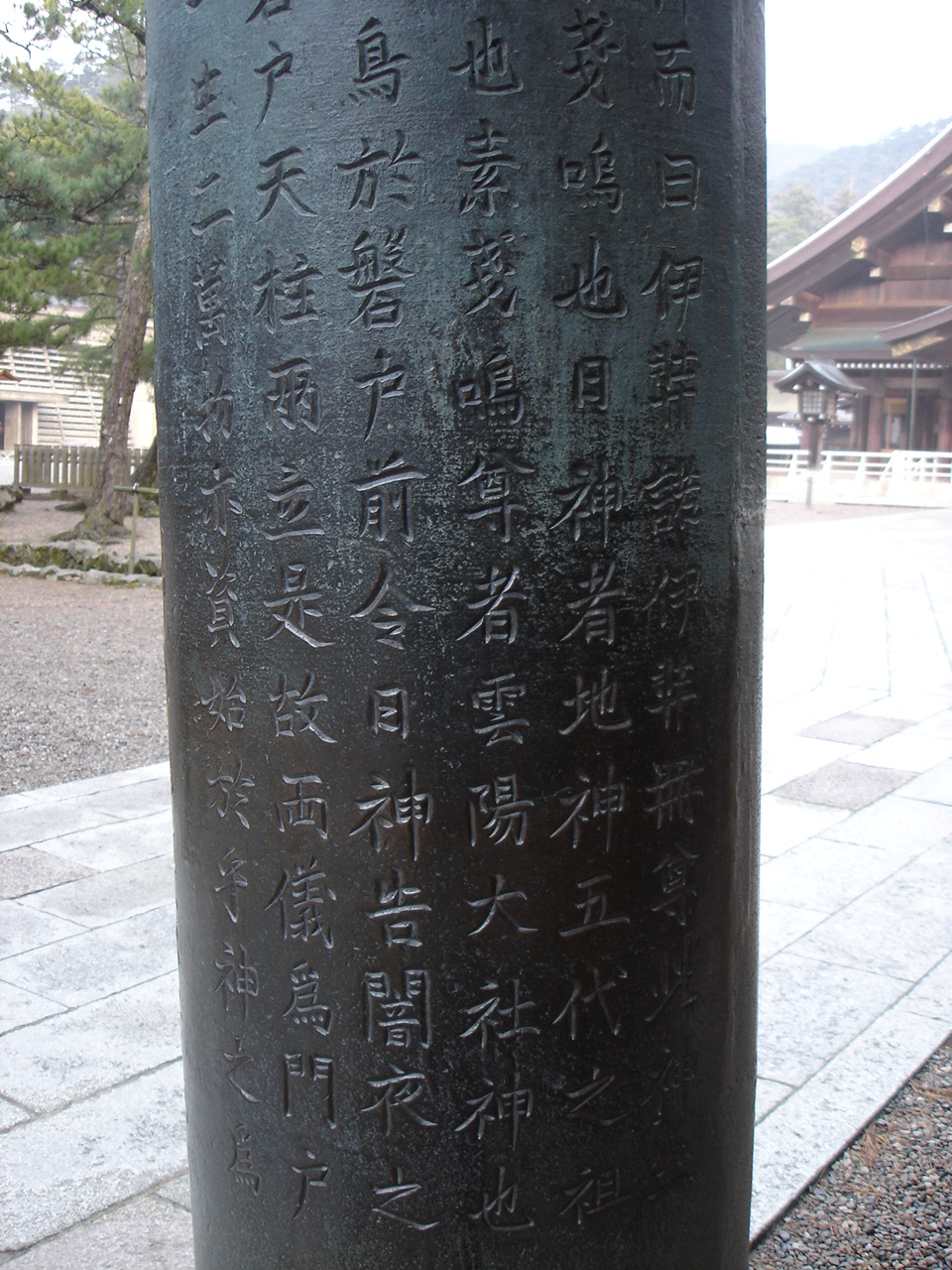
銅鳥居銘文
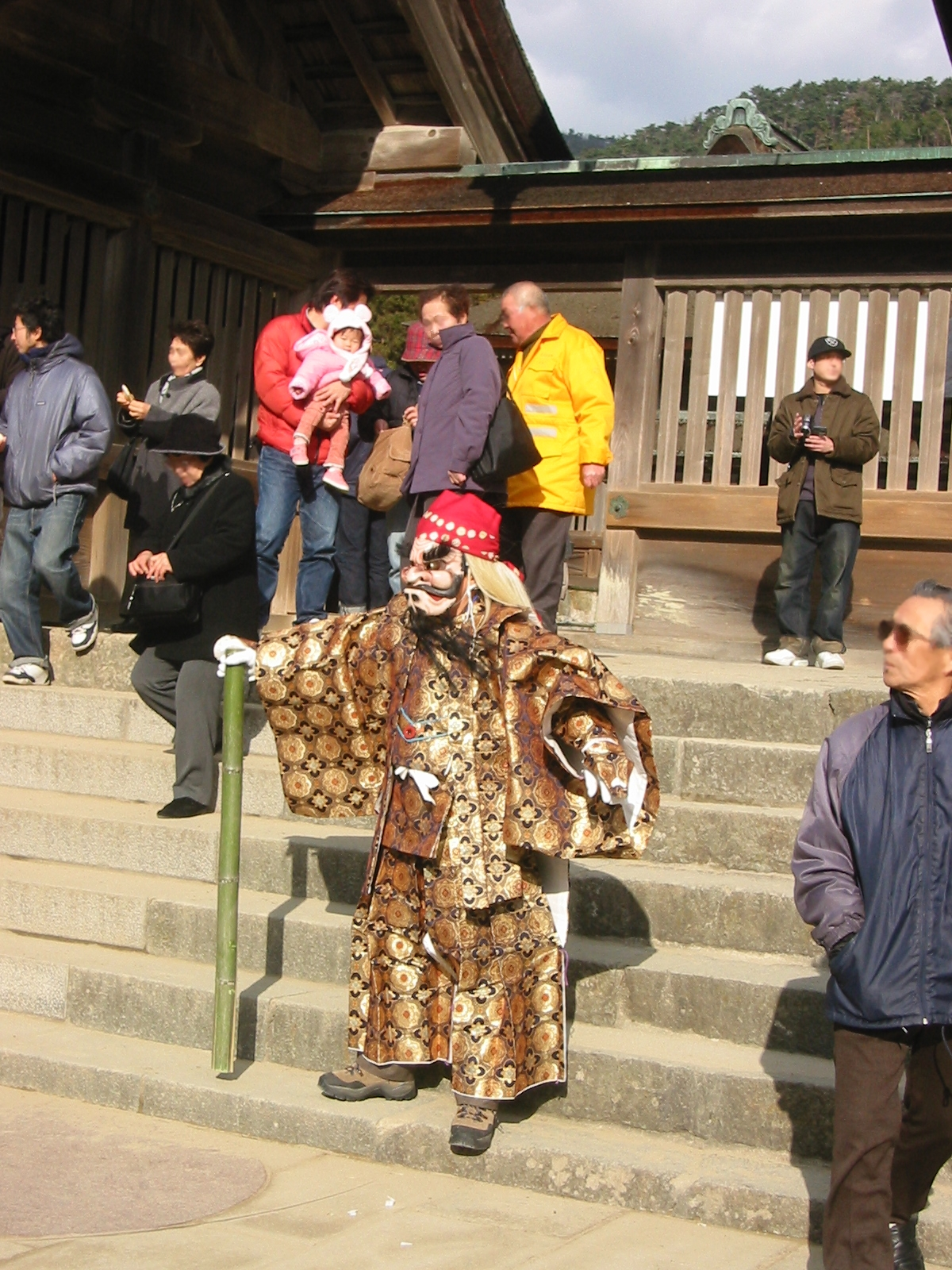
番内

## 外部連結
- 出雲大社 （页面存档备份，存于）